# Urophyllum curtisii
Urophyllum curtisii är en måreväxtart som beskrevs av George King och Murray Ross Henderson. Urophyllum curtisii ingår i släktet Urophyllum och familjen måreväxter. Inga underarter finns listade i Catalogue of Life.